# Інститут святого Станіслава
Інститут святого Станіслава (словен. Zavod svetega Stanislava) — словенський католицький навчальний заклад. Розташований у Шентвиді. Початок процесу створення сягає кінця XIX століття, коли єпископ Любляни Антон Бонавентура Єгліч запропонував ідею відкриття першої повноцінної словеномовної старшої середньої школи. Після багатьох складнощів, пов'язаних з відмовою міської влади дати дозвіл на будівельні роботи в центрі міста, 16 липня 1901 Єгліч заклав перший камінь у будівництво закладу. Через чотири роки, 21 вересня 1905, будівельні роботи було завершено; навчальний заклад було названо на честь святого Станіслава Костки.
Словеномовна старша середня школа діяла до 28 квітня 1941, коли німецька влада експропріювала в неї будівлю. Викладачі та учні не могли в ній проводити заняття протягом трьох років. Під час Другої світової війни на території школи знаходилось відділення гестапо. Після завершення війни будівля школи слугувала місцем концентрації захоплених у полон бійців Словенського домобранства, більшість з яких пізніше була страчена: частина — у Шентвиді (поховані у братській могилі за Шентвидським цвинтарем), частина — на Куцій долині, (словен. Kucja dolina), частина — на Кочевському Розі.
Далі будівля використовувалась військовими — була сховищем для бійців Югославської Народної Армії, які у 1991 залишили її в поганому стані.
Після здобуття незалежності Словенією у 1991 будівля знову повернулася під управління Католицької церкви. Тут почала проводити навчання класична єпископальна середня школа (словен. Škofijska klasična gimnazija). З 1 вересня 1993 в будівлі школи розміщений інститут.
Крім єпископальної середньої школи (нині Інститут св. Станіслава), в будівлі знаходяться також Єгліцький студентський гуртожиток, студентський гуртожиток імені Янеза Франчішка Гнідовця, музична школа, Словенський дім, дошкільний заклад Доброго Пастиря та початкова школа Алоїзія Шуштара.
17 травня 1996 в рамках апостольської подорожі до Словенії Папа Римський Іоанн Павло ІІ відвідав Інститут св. Станіслава.

## Директори
- Борут Кошир (1993—2000)
- Антон Ямник (2000—2006)
- Роман Глобокар (2006—2018)
- Тоне Чешен (з 2018)